# 최계락문학상
최계락문학상은 한국의 순수 서정을 노래하며 맑고 높은 시 세계를 펼친 최계락 시인의 시 정신을 기리고자 국제신문과 최계락문학상재단이 2001년에 제정한 문학상이다.

## 역대 수상 작품
- 2001년 1회 이기철 <내가 만난 사람은 모두 아름다웠다>
- 2002년 2회 한영옥 <비천한 빠름이여>
- 2003년 3회 공재동 <별이 보고 싶은 날은>
- 2004년 4회 이유경 <겨울 숲에 선 나무의 전언>
- 2005년 5회 임신행 <노랑 할미새는 그 비밀을 알고 있을까?> 유병근 <엔지세상>
- 2007년 7회 주성호 <봄 여름 가을 겨울>
- 2008년 8회 윤상운 <행복한 나뭇잎>
- 2009년 9회 박권숙 <그리운 간이역>
- 2010년 10회 최영철 <찔러본다>
- 2011년 11회 오정환 <노자의 마을>
- 2012년 12회 김성춘 <물소리 천사>
- 2013년 13회 서상만 <적소>
- 2014년 14회 박태일 <옥비의 달>
- 2015년 15회 조성래 <천년 시간 저쪽의 도화원> 권달웅 <염소똥은 고요하다>
- 2016년 16회 서규정 <다다>
- 2017년 17회 김수우 <몰락경전>